# Castello di Pojana Maggiore
Il castello di Pojana Maggiore è situato a pochi passi dalla chiesa Santa Maria Nascente, sulla strada che conduce a Montagnana, nel comune di Pojana Maggiore (provincia di Vicenza), di fronte a villa Pojana. Il complesso attuale, adibito ad azienda agricola, è in stato di degrado.

## Storia
Intorno all'anno 1000 gli imperatori tedeschi del Sacro Romano Impero e i pontefici di Roma, si contendevano il territorio dell'Italia. Invasioni barbariche, guerre e distruzioni durarono diversi secoli e insanguinarono tutta l'Europa. In seguito a questa situazione di continuo pericolo i ricchi feudatari si procurarono difese adeguate per proteggere i loro beni. Nelle campagne i primi sistemi di difesa sorsero verso l'anno 900 e interessarono oltre che Pojana, anche tutti i centri abitati vicini.
A Pojana il castello fu costruito intorno all'anno 1000 per conto dell'allora feudatario, il vescovo di Vicenza che lo fece presidiare dalle proprie milizie. 
La costruzione era di forma quadrata, con 4 torri agli angoli, del tutto simili a quelle ancora esistenti a Montagnana. Il mastio era posto sul lato est, dove esisteva l'unico ingresso al castello servito di ponte levatoio. 
In seguito anche attorno al borgo vennero innalzate le mura di protezione e scavato un fossato.
Il feudo di Pojana, che comprendeva il castello ed il borgo abitato, passò di mano in mano diverse volte. Lo si trova di proprietà del conte Maltraversi di Padova, che nel 1187 provvide a fortificarlo; del Comune di Vicenza nel 1210; della Curia di Vicenza nel 1221 e quindi alla nobile famiglia Pelli. In quel tempo, dopo la cacciata di Federico Barbarossa, fu stabilito che ogni comune avesse la possibilità di mettere il proprio ordinamento e le proprie leggi, quindi tutte le nostre comunità godevano di grande libertà.
Nel frattempo Federico II, imperatore del Sacro Romano Impero, tendeva ad assoggettare tutte le città dell'Italia del Nord. A suo fianco Federico II chiamò il Conte Ezzelino III da Romano, che con il suo esercito e la sua ferocia riuscì ad assoggettare tutte le città della marca trevigiana, compresi Trento, Mantova e Brescia. Ma non vi riuscì con Padova. Più tardi anche questa dovette soccombere alla prepotenza di Ezzelino che dopo averla conquistata diede il via ai massacri, insidiandosi poi nel palazzo più prestigioso della città. Tutti i castelli della zona in mano agli avversari di Ezzelino vennero assaliti e conquistati.

### La presa del castello
Il castello ed il borgo di Pojana, allora di proprietà della famiglia Pelli, vennero presi pacificamente da Ezzelino III nel 1240, come descritto nella "Cronaca" di Antonio Godi. Subito dopo nominò come podestà del comune Monte di Monticello. É pertanto falsa la credenza secondo la quale il castello venne distrutto dal Condottiero, che anzi in quell'anno riuscì a occupare, con l'arte della persuasione, castelli inespugnabili come quelli di Ossenigo, Lonigo e Noventa.
La distruzione del castello avvenne invece nel marzo 1312, durante una battaglia tra veronesi e padovani. Il comandante delle truppe padovane era un certo Albertino Mussato, che ne decise la conquista. Questi fu il maggiore detrattore di Ezzelino, padre di tutta la documentanzione negativa nei confronti del da Romano. Tale autore medievale è ritenuto inaffidabile da molti noti storici e medievisti italiani.
Risulta chiaro che quale ubicazione dell'antico castello di Pojana s'intende indicare l'area attualmente occupata dal complesso con torre posto a destra della strada che dal centro di Pojana va verso Montagnana. Invece, secondo lo storico Maccà. ed altri storici, la Villa Palladiana sarebbe stata costruita sulle rovine dell'antico castello. È molto probabile perciò che quello che noi oggi chiamiamo castello non sia l'originale primitivo ma in effetti sia stato costruito dopo e cioè nella seconda metà del secolo XIII e chiamato nei documenti Roca Nova mentre il primitivo veniva chiamato Castum Vetus.
A quanto par di capire, nell'opera di ricostruzione del castello il vescovo di Vicenza avrebbe avuto scarsa parte; infatti l'iniziativa dovrebbe essere stata presa dal nobile Perozzo Paltinieri. 
Non solo il castello fu distrutto dall'esercito di Ezzelino, ma anche tutti quelli del basso vicentino cioè: Lonigo, Sossano, Orgiano, Campiglia, Noventa, Asigliano ecc. Subito dopo Federico II ed Ezzelino da Romano si diedero alla caccia di tutti i loro nemici.

### La crociata contro Ezzelino
In quegli anni molti frati francescani e domenicani, vivendo in povertà, giravano per le campagne per predicare il Vangelo, ma anche per sostenere il popolo contro la ferocia dell'invasore. 
Federico II ne ordinò la cattura e molti di loro furono giustiziati nelle pubbliche piazze. 
Non si fece attendere la reazione di papa Innocenzo IV, da poco eletto, che scomunicò subito l'imperatore ed Ezzelino. Questi signori però non badarono alla scomunica, anzi intensificarono le loro azioni di lotta contro il clero e la popolazione.
Il grosso esercito pontificio assalì Padova e, in assenza di Ezzelino che stava avanzando alla conquista di Mantova, si impossessò della città mettendola a ferro e fuoco. L'esercito crociato si diresse poi nelle campagne circostanti dove si impadronì di tutti i castelli che erano caduti nelle mani di Ezzelino.
I difensori dei castelli, vista la disparità delle forze in campo, aprirono le porte all'esercito crociato, evitando così spargimenti di sangue. Nel frattempo Ezzelino, in marcia con il suo esercito per conquistare Milano, venne ferito in battaglia a Cassano d'Adda dove morì nell'ottobre del 1259. Ne seguì una disfatta immediata del suo esercito e anche nella torre di Pojana venne innalzata la bandiera della libertà. Il castello, divenuto nel frattempo proprietà erariale, per un accordo fra le città di Vicenza e Padova, venne rinforzato nelle strutture murarie.
In seguito, le continue guerre fra le città venete portarono gli Scaligeri alla conquista di Vicenza. Di conseguenza anche il feudo di Pojana passò sotto il dominio dei veronesi. Però i carraresi, signori di Padova, non accettarono la presenza degli Scaligeri nel vicentino e organizzarono un grosso esercito per scacciarli dalla città e dai castelli.

### L'assalto dell'esercito padovano
All'alba del marzo del 1312, il grosso dell'esercito padovano, giunse alle porte di Pojana e assalì il borgo dal lato nord, nella località chiamata "Cul di sacco". 
L'intento era quello di liberarsi in fretta del borgo per poter poi assalire il castello dal lato più debole. I soldati scaligeri con l'aiuto dei contadini si difesero valorosamente e l'esercito dei carraresi, preso di mira da grandi quantità di frecce e sassi, non riuscì ad attraversare il grosso fossato che difendeva le mura del borgo.
Il secondo giorno i padovani ritentarono l'attacco, ma solo verso sera riuscirono, attraverso un ponte di fortuna, a superare il fossato e a presentarsi alla base delle mura. I difensori si ritirarono all'interno del castello, compresi tante donne e bambini, in attesa dell'aiuto dell'esercito scaligero. Alla fine l'esercito assalitore conquistò il villaggio.
Il giorno successivo l'esercito padovano si preparò a dare l'assalto al castello, ma trovò difficoltà a causa del suo canale d'acqua. Solo il sesto giorno, dopo l'incendio provocato dai padovani ai camminamenti in legno all'interno delle mura, l'esercito padovano sferrò l'attacco decisivo con la scalata della fortezza.
Nel frattempo tutte le persone del borgo, comprese donne e bambini, si barricarono nel mastio e nei sotterranei, costrette a resistere segregate senza acqua o cibo. Si attendeva da un momento all'altro che arrivasse l'esercito scaligero in aiuto ai difensori del castello.
I capitani scaligeri, perduta ogni speranza sull'arrivo di rinforzi da Verona, si diedero tuttavia alla fuga attraverso un condotto sotterraneo che solo loro conoscevano. Quando i difensori del castello capirono che i loro capitani erano fuggiti furono presi dal panico e, fra urla e invocazioni del popolo dentro il castello, i padovani con rapidità se ne impadronirono e piantarono la loro bandiera nell'alto della Rocca. Gran parte dei soldati che si trovavano all'interno furono passati per le armi. I padovani impiegarono poi diversi giorni per depredare ogni cosa, demolire fino alle fondamenta il castello e il borgo e dare tutto alle fiamme.

### Ricostruzione
Quello che rimase del castello e del borgo con i terreni circostanti era già del nobile Perozzo Paltinieri di Monselice, che da quel tempo assunse il titolo di "conte da Pojana". Il feudatario fece anzitutto ricostruire le mura e la torre abbellendola esteticamente. Fece poi edificare una nuova dimora per la famiglia. Questo palazzo venne costruito nel mezzo del cortile del castello con i resti di quello che fu distrutto in precedenza dai carraresi. All'interno anche una piccola chiesa che venne intitolata a san Zeno. I tempi erano cambiati; il castello venne ricostruito non come strumento di guerra ma come dimora dei conti di Pojana.

### Abbandono
Nel 1545 Bonifacio Pojana commissionò ad Andrea Palladio il progetto di una villa per la propria famiglia, che venne costruita nei pressi del castello entro il 1563, utilizzando probabilmente anche i resti del castello abbattuto da Ezzelino nel lontano 1240. Subito dopo la famiglia da Pojana si trasferì nella nuova dimora.
Il castello e la villa, a seguito di eredità, divennero di proprietà dei conti Miniscalchi di Verona, che lasciarono il tutto nelle mani del fattore Bettero. Fu inevitabile la decadenza e l'abbandono del castello, che dal 1600 subì un degrado inarrestabile.